# Justice League Heroes
Justice League Heroes — видеоигра для платформ Xbox и PlayStation 2. Она основана на команде супергероев DC Comics, Лиге Справедливости. Она была разработана Snowblind Studios, издана Warner Bros. Interactive Entertainment совместно с DC Comics и был распространен в Европе компанией Eidos Interactive. Он основан на длительной серии комиксов (в отличие от других недавних игр по Лиге Справедливости, которые являются адаптацией других средств массовой информации помимо исходного материала) и был написан ветераном комиксов Дуэйном МакДаффи. Она использует Dark Alliance Engine.
В то же время были выпущены три портативных версии Justice League Heroes для Game Boy Advance, Nintendo DS и PlayStation Portable. Версия для Nintendo DS разделяет подобный визуальный стиль и механику игрового процесса с консольной версией, но служит приквелом к её истории. Эта версия была разработана Sensory Sweep Studios.  Версия для GBA называется Justice League Heroes: The Flash и сосредоточена в первую очередь на Флэше. Игра показала 2D-графику с прокруткой и подсюжет для консольной версии игры. Эта версия была разработана WayForward Technologies.

## Сюжет
История игры начинается с Супермена и Бэтмена, попавших в засаду в S.T.A.R. Labs, устроенную роботами Брейниака. После того, как Бэтмен и Супермен побеждают то, что они считают Брейниаком, они обнаруживают, что они просто были отвлечены дубликатом, в то время как настоящий злодей совершил набег на хранилища лаборатории, взяв Криптонскую ДНК и кусок метеорита. Между тем, Затанна и Джонн Йонзз (Марсианский Охотник) сталкиваются с Маткой и её дронами, которым помогают постепенное разрушение Метрополиса некоторыми из роботов Брейниака.  После того, как Метрополис был спасен, Лига откликается на ряд попыток захвата ядерных ракет; во-первых, Ключ пытается захватить ракету, но его останавливают Флэш и Зелёный Фонарь (Джон Стюарт), следующей становится попытка Киллер Фрост, которая сорвана Затанной и Чудо-женщиной. Несмотря на усилия Лиги, одна ракета запускается незамеченной во время глобального отключения связи, вызванного Брейниаком.
Однако Лига осознаёт, что она обновлена; способная разрушить орбиту Земли, ракета фактически была выпущена на Марс в попытке освободить белых марсиан, которые вторгнутся на Землю после пробуждения. Супермен и Джонн Йонзз отправляются на Марс, чтобы помешать им сбежать; но это было ещё одним отвлечением от Брейниака, который, ожидая их успеха, воспользовался возможностью, чтобы украсть жизненно важное оборудование у белых марсиан. Брейниак также освободил Гориллу Гродд от тюремного заключения, который намеревается отомстить человечеству с помощью своей машины землетрясения. В то время как Чудо-Женщина помогает Супермену остановить несколько кораблей белых марсиан, которые сумели убежать с Марса, в то время как Джонн Йонзз возвращается в Сторожевую Башню, остальная часть Лиги (включая любых разблокированных персонажей, к которым игрок мог получить доступ к этому моменту), работает вместе с Соловаром чтобы остановить Гродда. В одиночестве на Сторожевой Башни Джонн попадает в засаду Думсдэя который берёт его в плен и захватывает Сторожевую Башню, в то время как Брайняк крадёт коробку Матери. Перегруппировавшись в аварийном бункере, Лиге удаётся перехватить Сторожевую Башню, освободить Джона и победить Думсдэя, прежде чем столкнуться с настоящим Браниаком в его логове.
Побежденный, Брейниак внезапно возвращается к жизни, когда коробка Матери, которую он украл, активируется — и кричит, она распадается и заменяется Дарксайдом, выпущенным из межпространственной тюрьмы, созданной сенсорным матричным полевым генератором, который он назвал "The Apokolips Hypercube', который все время манипулировал Брейниак. Борясь с Лигой, Дарксайд с помощью силы, дарованной ему коробкой Матери, изгоняет всю Лигу Справедливости в своё измерение, за исключением Супермена. Затем он переходит к трансформации Земли в новый Апоколипс и удерживает заключённого Супермена в тюрьме из Криптонита. Остальная часть лиги в альтернативном измерении и отделена от входа. Бэтмен и Затанна, Чудо-Женщина и Флеш, а также Джонн Йонзз и Зелёный Фонарь должны сражаться с отдельными группами чужих существ, чтобы выжить и спастись. Вдоль пути Зелёный Фонарь поднимает странное излучение, которое позволит им выжить в мире Дарксайда. Оказалось, согласно Бэтмену, что Дарксайд изгнал Лигу, но коробка Матери может обмануть его и отправить в это же измерение. Перегруппировавшись, Лига возвращается на Апоколипс, спасает Супермена, и они побеждают Даркейда, сбив его в генератор поля сенсорной матрицы, снова посадив его в свою межпространственную тюрьму и восстановив Землю до нормальной. Вернувшись в Сторожевую Башню, когда генератор поля сенсорной матрицы заперт в хранилищах Лиги, Бэтмен сообщает другим, что, если такая опасность повторится, они будут готовы.
Есть ещё четыре суперзлодей, уникальные для версий игры Nintendo: в версиях для GBA и DS также присутствуют Циркл и Обратный Флэш, в то время как версия для DS также включает в себя Генерала Вада Эллинга и Прометея.

## Геймплей
В игре представлены самые известные супергерои из Вселенной DC, в том числе Супермен, Бетмен, и Чудо-Женщина. Каждый уровень включает двух членов Лиги Справедливости, сражающихся с разными злодеями и их приспешниками. Когда игра ведётся одним игроком, он может свободно переключаться между обоими членами Лиги Справедливости. В игре с двумя игроками игроки могут переключать только тех персонажей, которых они контролируют по обоюдному согласию. Была ещё одна игра по Лиге Справедливости от Midway Games, которая была отменена в 2004 году, но, по словам Warner Bros., эта игра «не связана с данным проектом».
После запуска новой игры есть семь разных героев, к которым игрок имеет доступ, но больше героев (а также альтернативные костюмы) можно разблокировать по мере продвижения игры. Эти разблокируемые герои могут использоваться только на уровнях, в которых игроки могут выбирать, какими героями играть, тогда как костюмы могут использоваться в любое время.
Есть также изначально три уровня сложности (Легко, Средне, Сложно), а затем по завершении уровня сложности Сложно, разблокируется новый уровень сложности — Элитный. В каждом последующем уровне сложности противники наносят больше урона супергероям, а также имеют больше здоровья, компенсируя выигрыш игроков в навыках. На сложности Элитный многие из противников убьют большинство супергероев за один удар, поэтому вы должны овладеть несколькими навыками и стратегиями, прежде чем сражаться с ними.

## Персонажи
| Играбельные персонажи                                                    | Играбельные персонажи                                 | Играбельные персонажи                                                              | Играбельные персонажи                                                |
| Доступные                                                                | Доступные                                             | Разблокируемые                                                                     | Разблокируемые                                                       |
| ------------------------------------------------------------------------ | ----------------------------------------------------- | ---------------------------------------------------------------------------------- | -------------------------------------------------------------------- |
| - Бэтменc - Флэш - Зелёный Фонарь (Джон Стюарт)b - Марсианский Охотникad | - Суперменa - Чудо-женщинаa - Затаннаb                | - Акваменb - Чёрная Канарейкаae - Зелёная Стрелаab - Зелёный Фонарь (Хэл Джордан)f | - Зелёный Фонарь (Кайл Райнер)f - Хоукгёрлb - Охотницаb - Супергёрлe |
| Злодеи                                                                   |                                                       |                                                                                    |                                                                      |
| - Брейниак - Цирклg - Дарксайдh - Думсдэйh                               | - Генерал Вад Эллингg - Горилла Гродд - Убийца Морозf | - Ключi - Прометейg                                                                | - Маткаi - Белые Марсианеh - Обратный Флэшg                          |

↑  «Страйкер» в версии Game Boy Advance

↑  «Страйкер» в версии Nintendo DS

↑  Появляется как не-игровой персонаж в версии Game Boy Advance

↑  Появляется как не-игровой персонаж в версии Nintendo DS

↑  Эксклюзив версии PSP

↑  Не появляется в версии Nintendo DS

↑  Эксклюзив для версий Game Boy Advance и Nintendo DS

↑  Эксклюзив для версий PSP, PS2 и Xbox

↑  Не появляется в версии Game Boy Advance

Каждый из семи основных героев имеет не менее двух костюмов, которые можно приобрести так же, как разблокируемых героев. Эти альтернативные костюмы варьируются в зависимости от характеристик игры персонажей и воссоздают классические или альтернативные костюмы из истории персонажа. Например, Супермен и Флэш могут быть похожи на своих старших собратьев из вселенной Earth-Two (включая Джея Гаррика), в то время как один из альтернативных костюмов для Бетмена — это знаменитый сине-серый костюм с бэт-эмблемой посередине, а также костюм из Batman Beyond. Разблокируемые Зелёные Фонари имеют те же полномочия, что и Джон Стюарт, и фактически являются просто изменениями в костюме, голосе и незначительными визуальными различиями в их силах, а также боевыми анимациями и борьбой на холостом ходу: Джон Стюарт имеет прямоугольный щит, Рейнер — треугольный.

## Отзывы
| Сводный рейтинг | Сводный рейтинг | Сводный рейтинг | Сводный рейтинг |
| Издание         | Оценка          | Оценка          | Оценка          |
| Издание         | PS2             | PSP             | Xbox            |
| --------------- | --------------- | --------------- | --------------- |
| GameRankings    | 70,96 %         | 74,50 %         | 70,79 %         |

Версия PlayStation Portable получила высокую оценку за вариативность и совместную игру. Он также получил более высокие оценки чем консольные версии как от поклонников, так и критиков.
Игра была неблагоприятно сравнена с аналогичной многопользовательской игрой от Marvel — X-Men: Legends, которая позволяет игроку выбирать любого персонажа на любом уровне, в то время как Justice League Heroes содержат несколько уровней, на которых выбор героев был ограничен.
Версия DS не была принята также тепло, а Nintendo Power дала ей 3.5, GameSpot — 5/10 и IGN — 4.4.  Версия GBA получила в целом положительную оценку от критиков.